# Sitges
Sitges és una vila i municipi de Catalunya a la comarca del Garraf (que forma part del territori històric del Penedès). Sovint és anomenada Blanca Subur.

## Geografia
- Llista de topònims de Sitges (Orografia: muntanyes, serres, collades, indrets..; hidrografia: rius, fonts...; edificis: cases, masies, esglésies, etc).

El municipi limita, de sud a nord, amb els de Sant Pere de Ribes, Olivella, Begues, Gavà i Castelldefels. Aquesta ciutat basa la seva economia en el turisme i la cultura; i ofereix més de 4.500 places hoteleres, la majoria de quatre estrelles com a mínim. La determinació per aconseguir una alta qualitat a les seves infraestructures turístiques l'ha convertida en una destinació de primera classe per a congressos, conferències, seminaris i reunions empresarials; i és la ciutat espanyola que n'acull més si se n'exceptuen les capitals d'algunes comunitats autònomes.

## Història

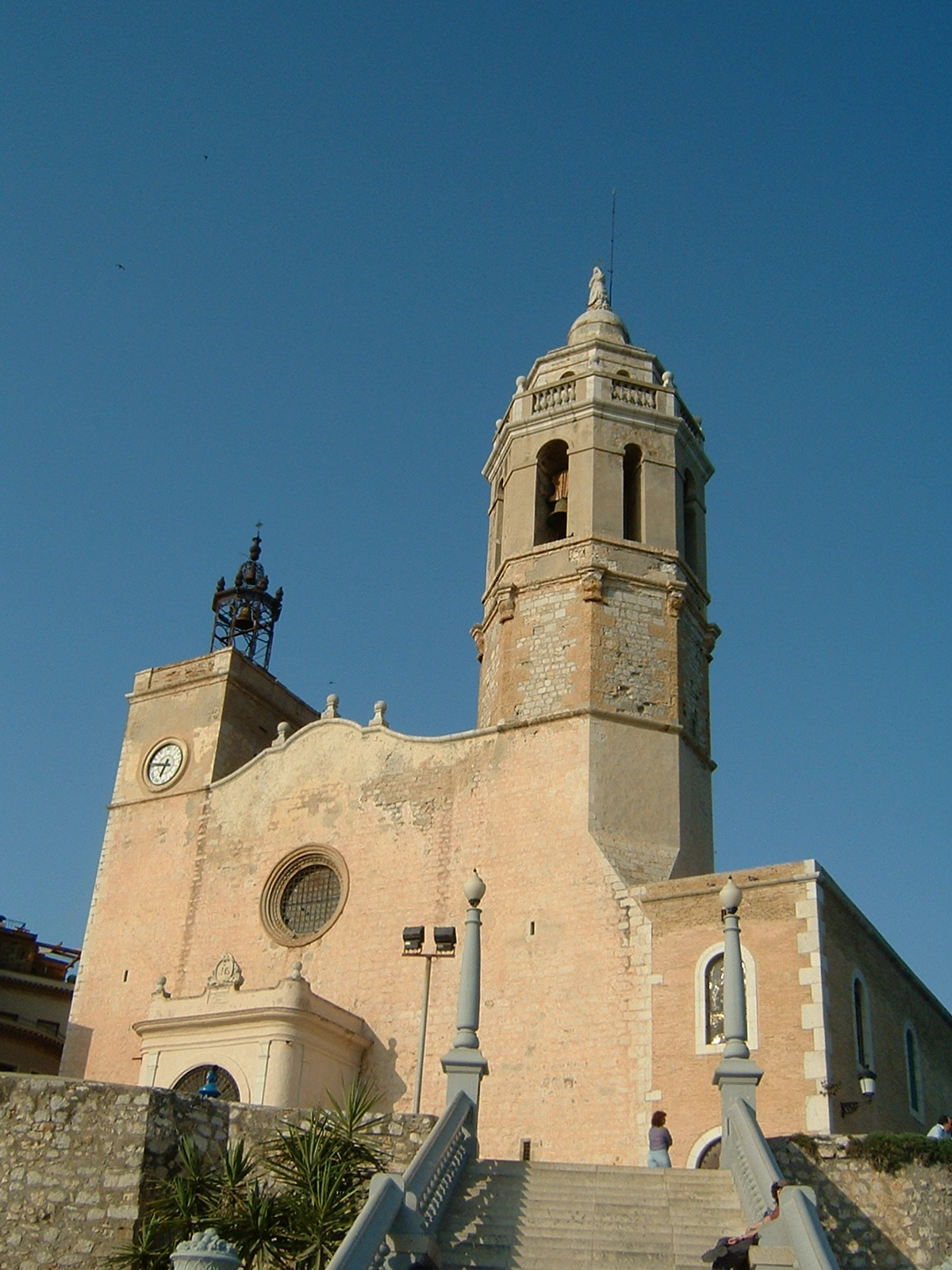
L'església de Sant Bartomeu i Santa Tecla fou construïda el segle XVII

Les referències als primers sitgetans es remunten al Paleolític mitjà amb el jaciment de la Cova del Gegant, on s'ha recuperat una falange i una mandíbula de neandertal datada en 53.000 anys, restes d'indústria lítica i fauna Plistocena. Al terme municipal hi ha nombroses coves amb presència humana durant el Neolític i l'edat dels metalls, entre les quals en destaquen la Cova Verda i la Cova de Sant Llorenç. Al puig de Sitges està documentat un assentament que comença a ocupar-se a les darreries de l'edat del Bronze (segle IX-VIII aC), segueix funcionant en època ibèrica i es transforma en un establiment romà que perdura, com a mínim, fins al segle ii. Associats a aquest extens i important jaciment, de gairebé tres hectàrees de superfície, en els darrers anys s'han fet nombroses troballes de sitges, parets, dipòsits, retalls a la roca i farciments. A més d'aquest nucli del puig de Sitges, en època romana hi havia una gran vil·la romana a l'ermita del Vinyet. S'ha intentat relacionar aquests jaciments amb la petita ciutat romana de Subur, citada per les fonts clàssiques, tot i que encara no s'ha pogut demostrar. Unit a l'Olèrdola ibèrica i romana, el port de Subur hauria servit d'intercanvi entre els productes del Penedès i els d'altres indrets de la Mediterrània romana.
A l'era medieval s'aixecà el castell, situat dalt del turó de la punta allà on avui en dia hi ha l'Ajuntament (construït l'any 1889) i que va tenir com a primer propietari la Seu de Barcelona que el cedí a Mir Geribert (1041). Al segle xii, Sitges estava sota el control de la família Sitges (adoptaren el topònim de la vila com a cognom); aquesta família està documentada de l'any 1116 fins al 1308 quan Agnès de Sitges va vendre els seus drets de castlania a Bernat de Fonollar que en fou senyor de 1306 a 1326. Després de la mort de la seva segona muller, Blanca d'Abella, Sitges per decisió successòria va passar a mans de la Pia Almoina de Barcelona i hi estigué fins al 1814. Bernat de Fonollar va ser un cavaller directament relacionat amb la cort del rei Jaume el Just i la tomba d'ell i la seva muller estan a l'església de Sant Bartomeu i Santa Tecla. La vida dels sitgetans d'aquests segles s'organitzava al voltant del turó del Baluard que estava emmurallat i connectava amb la resta de la vila amb un pont per sobre de l'actual Carrer Major. Es coneix, també, l'existència de 3 torres situades a diferents punts del poble. Aixecades l'any 1303, avui són representades a l'escut de Sitges. També cal destacar-hi el Palau del Rei Moro, del segle xiv.
La principal activitat econòmica de la vila era la vinya i el conreu, sobretot de la malvasia. També es conreava blat, horta, garrofers i el bargalló o margalló, símbol del Garraf. Des del 1345, quan Vilafranca demanà una autorització per a tenir un port a Sitges, la vila va esdevenir la sortida comercial a l'exterior dels productes del Penedès. La vila fou atacada per terra i mar en la campanya de 1649 de la guerra dels Segadors, però resistí l'atac dels castellans.
Durant l'edat Moderna la Universitat de Sitges (Ajuntament) maldà per deslliurar-se del domini senyorial de la Pia Almoina. L'any 1814 Sitges s'alliberà definitivament i s'incorporà a la corona malgrat patir en les distintes guerres que hi hagué. L'activitat econòmica va seguir sent la pagesia, la pesca i l'activitat portuària que cresqué a partir del segle xviii quan Catalunya obtingué el permís per poder comerciar directament amb Amèrica. Des de finals del xviii (1779) fins a principis del XIX s'establí un constant comerç amb les colònies americanes.
Al segle xix arribà un dels capítols més tràgics de la vila quan durant les guerres carlines el poble va tractar d'aturar l'atac de les tropes carlines que es va produir l'1 de maig de 1838. Aquest esdeveniment històric es recorda a la vila amb el carrer que duu aquesta data (durant la dictadura franquista es va rebatejar amb el nom de 2 de maig però posteriorment es restaurà el nom a Primer de maig, amb el malnom de carrer del Pecat).
La bonança econòmica, iniciada a finals del xviii durà fins a principis del XIX. El comerç es basava en l'exportació de roba, vi, malvasia i aiguardent i a partir del segon terç del XIX l'economia passa a mans dels comerciants sitgetans que tornen enriquits d'Amèrica i compren o arreglen les antigues cases del poble (època dels americanos). La vila es converteix en un punt d'estiueig i jubilació dels americanos sitgetans.

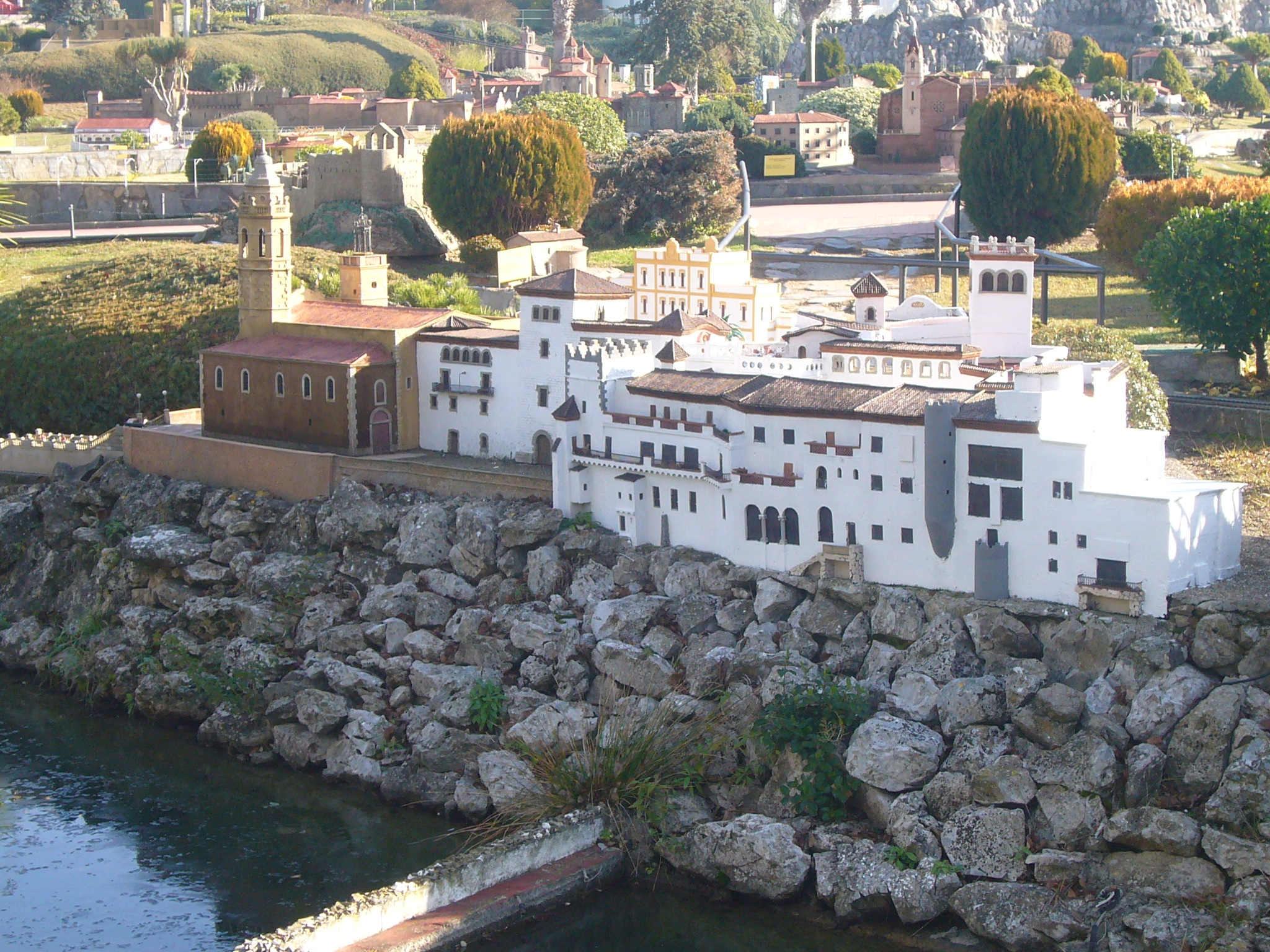
Maqueta a Catalunya en Miniatura de la façana marítima de Sitges

Abans de convertir-se en una vila plenament turística, a Sitges s'obriren amb capital americà diverses fàbriques (entre elles la fàbrica de ciment de Vallcarca oberta el 1903). Al voltant del 1936 Sitges disposava de 36 fàbriques on treballava més del 80% de la població.
Malgrat aquest desenvolupament industrial els orígens del turisme es troben el 1879 quan ja es practicaven els banys com a teràpia medicinal, i que més endavant passarien a ser banys a la platja (1888). Sitges tenia un difícil accés des de Barcelona però l'arribada del ferrocarril afavorí la comunicació amb la capital catalana. Amb la vinguda de Santiago Rusiñol el 1891 Sitges es convertí en el focus cultural dels modernistes. L'any 1909, de la mà de Ramon Casas i Miquel Utrillo, visità Sitges Charles Deering, un milionari nord-americà que transformà el carrer de Fonollar, de típiques cases marineres i l'antic hospital, en un palau. El Palau Maricel i el Cau Ferrat (casa-estudi de Rusiñol) esdevingueren dos pols d'atracció cultural i llançaren Sitges a la fama turística. En aquests edificis es realitzaran les anomenades Festes Modernistes, on s'estrenaven obres musicals i literàries. De tot aquell art en queda una gran mostra en el mateix Cau Ferrat, que actualment és un museu. L'any 1918 l'industrial sabadellenc Francesc Armengol i Duran va projectar la ciutat-jardí Terramar i fou un dels principals inversors de l'Autòdrom de Terramar (a tocar del terme de Sitges, però ja en el veí municipi de Sant Pere de Ribes).

### Americanos
Els americanos eren burgesos que van anar a fer fortuna a Amèrica, sobretot durant el segle xix. També són coneguts com a indianos, ja que quan Colom va arribar a Amèrica es pensava que havia arribat a l'Índia, i fins a uns anys després es pensava que eren les Índies, i no un nou continent. Els americanos estaven a Sitges a l'època de la invenció del ferrocarril i van promoure’n l'arribada.
Van tenir una influència important en l'arquitectura de Sitges, ja que van encarregar a molts arquitectes de construir-hi grans cases. Actualment, n'hi ha una seixantena ubicades en diferents barris. La majoria de les modernistes es troben al barri de l'eixample i les cases neoclàssiques, als carrers que baixen fins a la platja. La Casa Manuel Planes, la Casa Villa Avelina o la Casa Sebastià Sans en serien algunes.

## Esdeveniments
- 1041: s'aixeca el Castell de Sitges. En el seu indret s'alça actualment l'Ajuntament.[9]
- 1306: el poble passa a mans de Bernat de Fonollar.
- 1326: a causa de la mort de Bernat, el poble torna a la Corona de Jaume el Just.
- 1385: Jaume el Just cedeix a Bernat de Fortià Sitges, Garraf i Miralpeix.
- 1390: la Pia Almoina acumula tots els drets dominicals i jurisdiccionals del poble.[10]
- 1778: es promulga la Llei del Lliure Comerç amb Amèrica. Aquesta obertura comercial suposa el creixement i la consolidació de l'activitat marítima. Comença, així, la tala de boscos per tal d'ampliar els cultius de malvasia i també es produeix un gran corrent migratori cap a Amèrica.
- 1814: la població deixa de formar part de la Pia Almoina i torna a la Corona.[9]
- 1833: més del 27% dels catalans que comerciaven amb Amèrica eren sitgetans (tant la família Bacardí com la família Brugal, en l'origen de dos dels més importants productors de rom d'avui dia, són originàries de Sitges).
- 1838: l'1 de maig té lloc l'atac de les tropes carlines.
- 1853: la primera actuació del Ball de diables de Sitges a la Festa Major.
- 1881: l'arribada del ferrocarril a la població (estacions de Sitges, de Garraf i baixador de Vallcarca).
- 1886: es publica el primer exemplar de L'Eco de Sitges.
- 1896: la primera referència escrita del Xató a L'Eco de Sitges.
- 1899: la construcció del Mercat.
- 1925: es funda el Club Natació Sitges.
- 1927: es funda el Club de Golf Terramar.
- 1952: es funda el Club de Mar de Sitges.
- 1958: la primera edició del Ral·li Internacional de cotxes d'època Barcelona-Sitges.
- 1966: Ricardo Urgell obre a Sitges la primera discoteca Pacha.
- 1967: la primera edició de la Setmana del Cinema Fantàstic i del Terror (actualment anomenada Festival Internacional de Cinema Fantàstic de Catalunya).
- 1986: es crea el Parc Natural del Garraf (comprèn 9 municipis, entre els quals hi ha Sitges).
- 1986: la ciutat de Sitges estableix un rècord "Guinness" amb l'organització d'un dinar a la taula més llarga del món (2.400 metres).
- 1991: la Festa Major de Sitges és declarada Esdeveniment d'Interès Nacional.
- 1992: s'inaugura l'autopista Pau Casals.
- 1994: la primera edició del Ral·li de motocicletes d'època Barcelona-Sitges.
- 2000: TV3 fa les campanades des de Sitges.[11]
- 2003: el sitgetà d'origen argentí Joan Antoni Flecha guanya una etapa al Tour de França.
- 2006: la XXX Trobada Mundial de Penyes Barcelonistes.
- 2007: Any Rusiñol, que commemora el 75è aniversari de la mort de l'artista.
- 2008: l'inici de la vianalització del centre històric de la vila.
- 2008: el CP Sitges (Hoquei Patins Masculí) ascendeix a l'OK Lliga.
- 2009: Any Miquel Utrillo, amb l'objectiu de recuperar la seva personalitat artística en el context de la historiografia cultural.
- 2010: Reunió del Grup Bilderberg a la seva conferència anual.[12]
- 2012: Sitges s'adhereix a l'Associació de Municipis per la Independència (AMI)[13]
- 2013: Sitges recupera els noms de "carrer de la Bassa Rodona" i "plaça del Pou Vedre".
- 2016: la Festa Major de Sitges[14] és declarada Festa Patrimonial d'Interès Nacional.
- 2019: Sitges escull, per primera vegada, una alcaldessa:[15] Aurora Carbonell.

## Demografia
| Entitat de població    | Habitants (2024) |
| Sitges                 | 29.504           |
| les Botigues de Sitges | 2.492            |
| Garraf                 | 500              |
| Vallcarca              | 0                |
| Font: Idescat          |                  |

| 1497 f | 1515 f | 1553 f | 1717  | 1787  | 1857  | 1877  | 1887  | 1900  | 1910  |
| ------ | ------ | ------ | ----- | ----- | ----- | ----- | ----- | ----- | ----- |
| 57     | -      | 121    | 1.606 | 3.511 | 3.679 | 3.499 | 3.270 | 3.162 | 3.215 |

| 1920  | 1930  | 1940  | 1950  | 1960   | 1970   | 1981   | 1990   | 1992   | 1994   |
| ----- | ----- | ----- | ----- | ------ | ------ | ------ | ------ | ------ | ------ |
| 3.776 | 6.962 | 7.355 | 8.607 | 10.491 | 11.451 | 11.850 | 13.550 | 13.889 | 13.889 |

| 1996   | 1998   | 2000   | 2002   | 2004   | 2006   | 2008   | 2010   | 2012   | 2014   |
| ------ | ------ | ------ | ------ | ------ | ------ | ------ | ------ | ------ | ------ |
| 16.801 | 17.600 | 19.448 | 21.377 | 23.172 | 25.642 | 27.070 | 28.130 | 29.039 | 28.171 |

| 2016   | 2018   | 2020   | 2022   | 2024   | 2026 | 2028 | 2030 | 2032 | 2034 |
| ------ | ------ | ------ | ------ | ------ | ---- | ---- | ---- | ---- | ---- |
| 28.478 | 28.969 | 29.553 | 31.222 | 32.405 | -    | -    | -    | -    | -    |

## Política
| Candidatura | Candidatura  | Cap de llista          | Vots    | Regidors | % vots |
| ----------- | ------------ | ---------------------- | ------- | -------- | ------ |
|             | CiU          | Miquel Forns           | 2.040   | 5        | 19,20% |
|             | SeP          | Ricard Vicente         | 1.414   | 3        | 13,46% |
|             | C's          | Manuel Rodríguez       | 1.143   | 3        | 10,70% |
|             | ERC          | Aurora Carbonell       | 1.130   | 3        | 10,60% |
|             | CUP-PA       | Xavier Nin             | 1.122   | 3        | 10,50% |
|             | NH           | Lluís Marcé            | 978     | 2        | 9,20%  |
|             | SITGES-GI    | Maria del Vinyet Lluis | 743     | 1        | 7%     |
|             | PP           | Ferran Llombart        | 688     | 1        | 6,50%  |
|             | AS           | Cristina Martínez      | 430     | -        | 4,05%  |
|             | MES          | Jordi Serra            | 421     | -        | 3,97%  |
|             | EpS          | Armand Paco            | 210     | -        | 1,98%  |
|             | SBC          | Marc Martínez          | 132     | -        | 1,24%  |
|             | Vot en blanc |                        | 154     |          | %      |
| Total       | Total        | votants                | votants | 21       |        |

L'alcaldessa actual és Aurora Carbonell (ERC), en coalició amb PSC, Sitges Grup Independent (SITGES-GI), Guanyem Sitges i El Margalló.
| | PSC | CiU | PPa | NH | GI-S | CUP | ERC | ICVb | AxS | UCDc | Altres | Total | Alcalde                         |
| --- | --- | --- | --- | -- | ---- | --- | --- | ---- | --- | ---- | ------ | ----- | ------------------------------- |
| |     |     |     |    |      |     |     |      |     |      |        |       |                                 |
| 1979 | 6   | 4   | –   | –  | –    | –   | 1   | 1    | –   | 5    | 0      | 17    | Jordi Serra i Villalbí (PSC)    |
| 1983 | 8   | 4   | 2   | 2  | –    | –   | –   | –    | –   | –    | 0      | 17    | Josep Cots i Puigdollers (CiU)  |
| 1987 | 9   | 5   | 2   | 0  | –    | –   | –   | –    | –   | 1    | 0      | 17    | Jordi Serra i Villalbí (PSC)    |
| 1991 | 9   | 4   | 1   | 1  | –    | –   | 1   | 0    | –   | 1    | 0      | 17    | Jordi Serra i Villalbí (PSC)    |
| 1995 | 7   | 5   | 3   | 2  | –    | –   | 0   | 0    | –   | –    | 0      | 17    | Pere Junyent i Dolcet (CiU)     |
| 1999 | 5   | 5   | 3   | 3  | –    | –   | 1   | 0    | –   | –    | 0      | 17    | Pere Junyent i Dolcet (CiU)     |
| 2003 | 8   | 2   | 3   | 3  | –    | –   | 2   | –    | 3   | –    | –      | 21    | Jordi Baijet i Vidal (PSC)      |
| 2007 | 10  | 4   | 2   | 2  | –    | –   | 1   | 1    | 1   | –    | 0      | 21    | Jordi Baijet i Vidal (PSC)      |
| 2011 | 7   | 6   | 3   | 2  | 2    | 1   | 0   | 0    | 0   | –    | 0      | 21    | Miquel Forns i Fusté (CiU)      |
| 2105 | 2   | 5   | 1   | 2  | 1    | 3   | 3   | 1    | -   | -    | 3      | 21    | Miquel Forns i Fusté (CiU)      |
| 2019 | 3   | 4   | 0   | 1  | 2    | 2   | 4   | 1    | -   | -    | 4      | 21    | Aurora Carbonell i Abella (ERC) |
| Sources: Municat |     |     |     |    |      |     |     |      |     |      |        |       |                                 |
| a Els resultats de 1983 i 1987 són d'Alianza Popular. b Els resultats de 1979 són del PSUC. c Els resultats de 1987 i 1991 són del CDS. |     |     |     |    |      |     |     |      |     |      |        |       |                                 |

## Comunicacions
La carretera C-31 (l'Eix Costaner) i l'autopista C-32 (Corredor del Mediterrani) enllaçen la ciutat amb el Camp de Tarragona (El Vendrell), a l'oest; i Blanes i Figueres (respectivement) al nord-est, passant per Barcelona i els municipis veïns.
Sitges compta amb una estació de ferrocarril de Rodalies de Catalunya, servida per la línia R2 Sud dels serveis de rodalia de Barcelona i les línies R13, R14, R15 i R16 dels serveis regionals.
Sitges -       

## Cultura

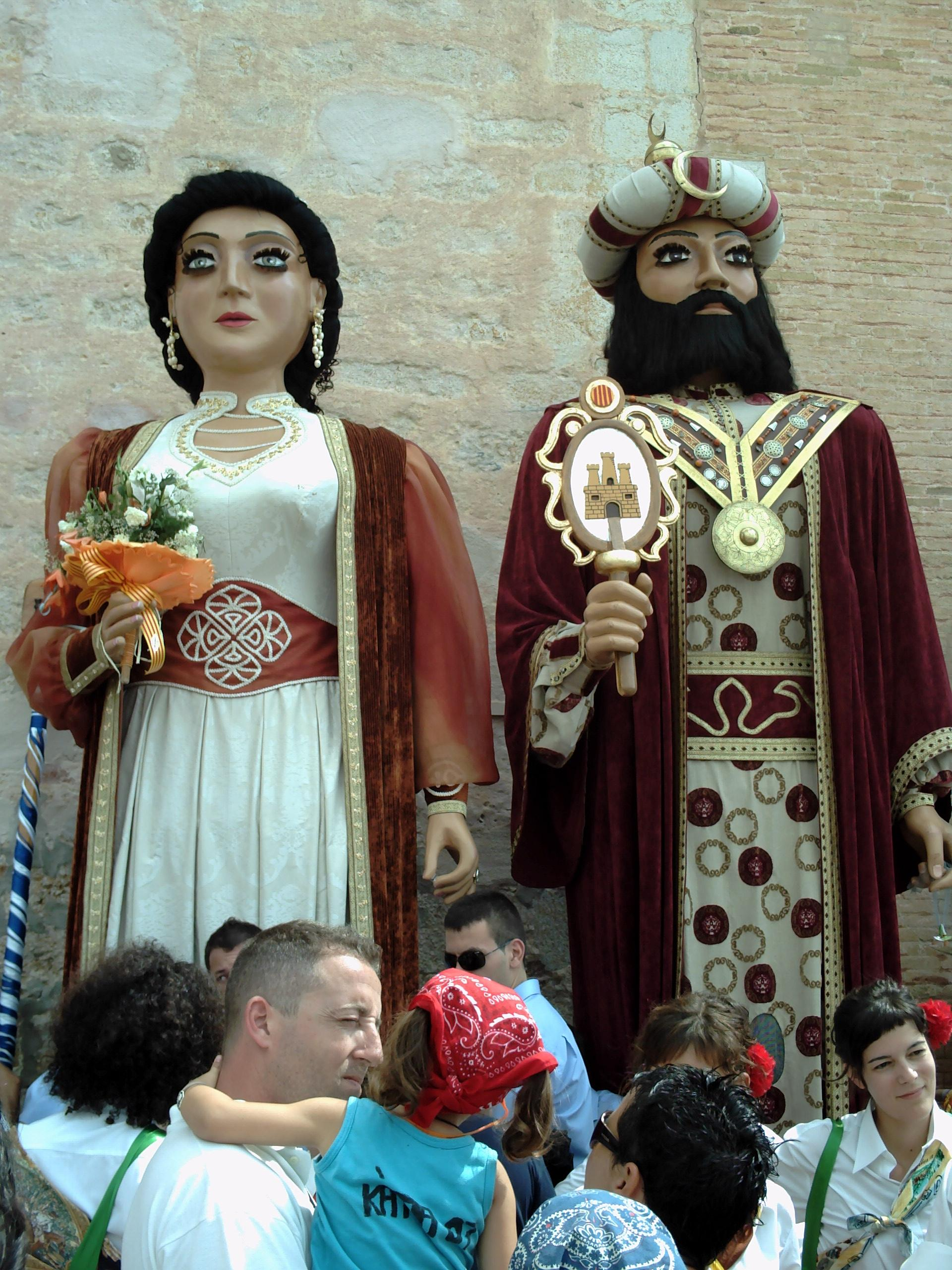
Els Gegants Moros de Sitges per Sant Bartomeu del 2008

Els gegants Moros de Sitges són una rèplica dels primers gegants que hi va haver a la Vila de Sitges, que es van construir a finals del segle xix i van desaparèixer a principis del segle xx.
Els primers Gegants Moros de Sitges són aproximadament del 1840.
Els Gegants Vells de la Vila s'estrenaren l'any 1897 i Els Gegants Nous de la Vila, el 1975.
El Gegants Americanos són de l'any 1965, tot i que van ser remodelats més tard en dues ocasions. Volen representar els americanos o indianos sitgetans.
Els nous gegants els va construir l'any 1979 l'Agrupació de Balls Populars de Sitges, una entitat que va néixer el 1978 amb la finalitat de conservar i recuperar la imatgeria, els balls i els entremesos del cercavila de la Festa Major de la vila de Sitges. Els gegants van ser anomenats Fal·luch —el gegant (de 4,25 metres i 90 quilos)— i Laia (la geganta), de 4,15 metres i 85 quilos.

### Calendari de festes i festivals
- Carnaval: febrer.[21]

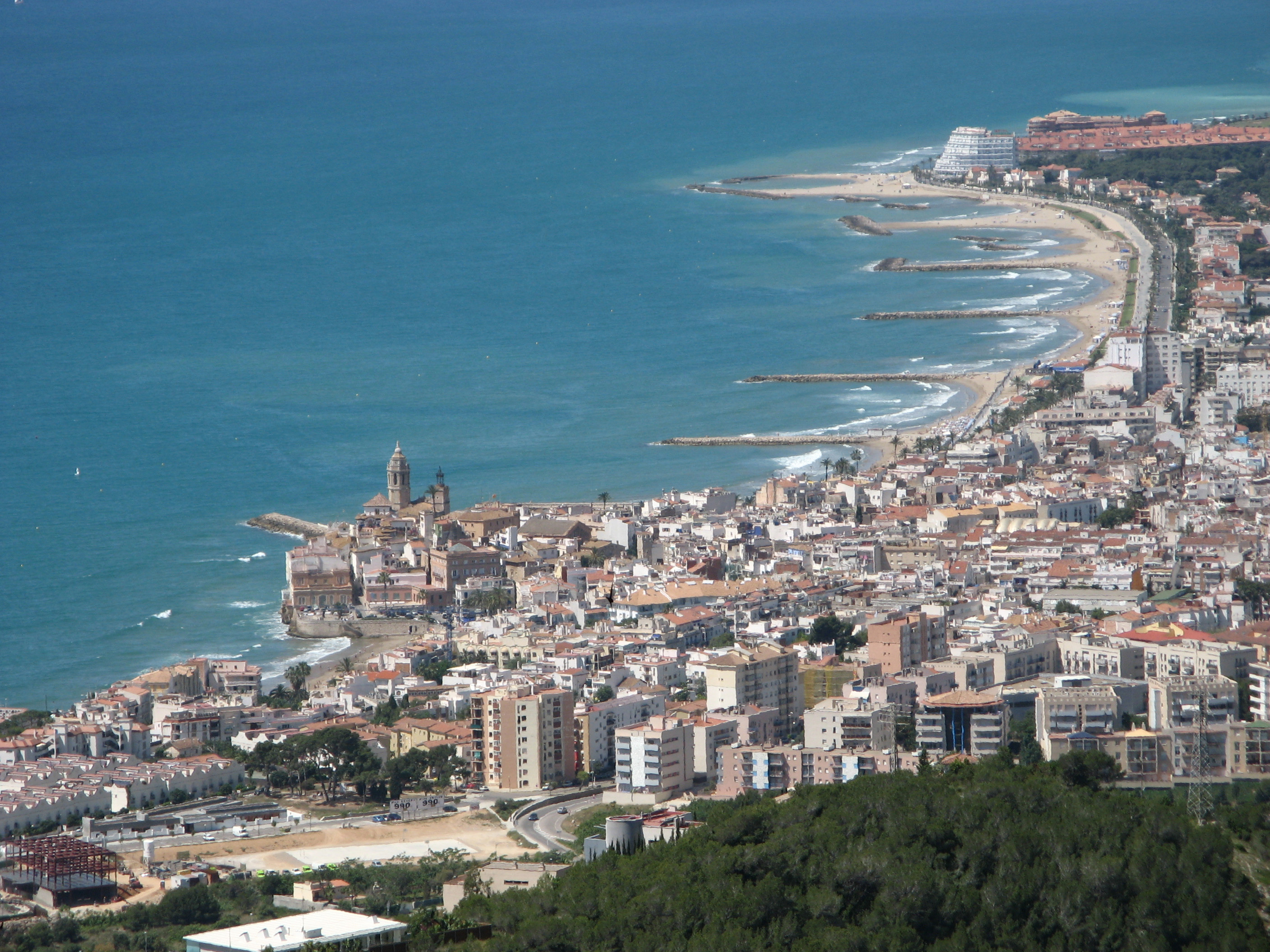
Part del municipi vist des de la Llevantina

- Ral·li Internacional de cotxes d'època Barcelona-Sitges: primer diumenge del mes de març.[22]
- Festival Internacional de Patchwork: entre el 12 i el 19 març.[23]
- Gay Pride Sitges: juny (data variable)[24]
- Corpus Christi: juny (data variable)[25]
- Festival Internacional de Tango de Sitges, entre l'11 i el 24 de juliol.[26]
- Festa Major: Sant Bartomeu (24 d'agost)[27]
- Festa de la Verema i Mostra de vins: setembre (data variable)[28]
- Festa Major Petita: Santa Tecla (23 de setembre)[29]
- Sitges Festival Internacional de Cinema de Catalunya: del 4 al 14 d'octubre.[30]

### Gastronomia
- Xató de Sitges[31]
- Malvasia de Sitges[32]

### Museus
- La Pleta. Centre d'Informació del Parc del Garraf[33]
- Cau Ferrat[34]
- Museu Romàntic Can Llopis[35]
- Palau de Maricel[36]
- Museu d'Art Contemporani de Sitges[37]
- Parc escultòric de Sitges (museu virtual)[38]

### Mitjans de comunicació
- Setmanari L'Eco de Sitges. Fundat el 1886, Creu de Sant Jordi 2011[39] i Premi Nacional de Comunicació 2020.[40]
- Ràdio Maricel. Emissora pública de ràdio. Fundada el 1988.
- Maricel Televisió. Televisió pública local. Fundada el 1999. Actualment penja continguts a Internet.
- Ràdio Sitges. Emissora musical amb emissió exclusiva per Internet.
- Sitges Actiu Arxivat 2023-02-01 a Wayback Machine.. Pàgina web amb notícies i fotos de Sitges.

## Fills i filles il·lustres
Categoria principal: Sitgetans
- Joaquim Espalter i Rull (Sitges, 1809 – Madrid, 1880), pintor establert a Madrid.
- Facund Bacardí i Massó, així com Andreu Brugal i Montaner. Fundadors dels roms Bacardí i Brugal, respectivament. Emigrants a Amèrica.[41]
- Bartomeu Puig i de Galup (Sitges, 1828 - Barcelona, 1884), metge i taxidermista.
- Bartomeu Robert i Yarzábal, descendent (per part de pare) de sitgetans.[42]
- Bartomeu Carbonell i Batlle (1843-1929): Comerciant i delegat a l'Assemblea de Manresa (1892)[43]
- Arcadi Mas i Fondevila (Gràcia, Barcelona, 1852 – Sitges, 1934), pintor i dibuixant, fundador de l'Escola Luminista de Sitges.
- Santiago Rusiñol (1861-1931), pintor modernista i creador del Cau Ferrat.[44][45]
- Joaquim Sunyer i de Miró (1874-1956), pintor noucentista.[46]
- Salvador Carbonell i Puig (1882-1968): Comerciant establert a Cuba que fundà Fora Grillons!, la primera publicació separatista catalana, i el Grop Nacionalista Radical 'Catalunya', la primera organització política separatista.[47][48]
- Antoni Català i Vidal (1891-1978): Compositor, entre altres obres, de la Processó de Sant Bartomeu, músic i crític musical.[49]
- Pere Curtiada i Ferrer (1898-1968): Regidor i alcalde de Sitges durant el període republicà i màxim exponent del sector socialista d'estat Català durant la Guerra Civil.[50]
- Ramon Planes i Izabal (1905-1989), escriptor, fundador del Grup d'Estudis Sitgetans i militant d'Estat Català i Esquerra Republicana de Catalunya de Sitges.[51]
- Antonio Mingote Barrachina (1919-2012), dibuixant i escriptor en castellà.[52]
- Pere Stämpfli, pintor suís, nomenat fill adoptiu el 2004.[53]
- Marta Artigas i Masdeu (1968), gimnasta que participà en els Jocs Olímpics d'Estiu de 1984.[54]
- Vinyet Panyella Balcells (1954), poetessa i presidenta del CoNCA.
- Joan Garriga i Teruel (1940-2013), esquiador que participà en els Jocs Olímpics d'Hivern de 1964.